# Saccopharynx harrisoni
Saccopharynx harrisoni is een straalvinnige vissensoort uit de familie van pelikaanalen (Saccopharyngidae). De wetenschappelijke naam van de soort is voor het eerst geldig gepubliceerd in 1932 door Beebe.